# Marbella
Marbella – miasto położone w południowej Hiszpanii, nad Morzem Śródziemnym. Położona jest ok. 47 km od centrum Malagi, na obrzeżach jej aglomeracji.

## Położenie i charakter
Marbella leżąca w prowincji Malaga (Andaluzja) ma 143 386 mieszkańców (2019), jest znanym kąpieliskiem morskim i ośrodkiem wypoczynku letniego. To również port rybacki.
Ze względu na swoje walory turystyczne, jest jednym z najczęściej odwiedzanych kurortów na Costa del Sol.

## Wydarzenia
W 1982 otwarto tu pierwszy meczet wzniesiony w Hiszpanii od czasu rekonkwisty i zakończenia obecności arabskiej w XV wieku.

## Transport
Miasto jest obsługiwane przez port lotniczy Malaga oddalony 40 km na wschód.

## Sport
W mieście działa klub piłki nożnej, Marbella FC, grający w hiszpańskiej lidze Segunda División B, będącej trzecim poziomem ligowych rozgrywek piłkarskich w Hiszpanii.
W Marbelli, w latach 2009–2011, rozgrywany był kobiecy turniej tenisowy, Andalucia Tennis Experience, zaliczany do rozgrywek cyklu WTA Tour.
Na terenie miasta i jego okolic znajdują się liczne kluby i pola golfowe, na których grać można przez cały rok.

## Plaże
W obrębie miasta i jego sąsiedztwie znajduje się 27 plaż miejskich o różnej charakterystyce. Plaże Marbelli od wschodu i sąsiadującego Mijas to kolejno: Cabopino, Artola, Las Cañas, Merendero, Las Chapas, Nikki Beach, La Vibora, Elviria, Real de Zaragoza, Alicate i Los Monteros. Centralnymi plażami Marbelli są El Pinillo, Bounty Beach, sąsiadujące z portem Del Cable i Bajadilla, Venus, Faro przy latarni morskiej i Fontanilla. Na zachodnim wybrzeżu Marbelli, aż do granic Estepony znajdują się kolejno: plaża Casablanca, Nagüeles, Del Ancón w prestiżowym sąsiedztwie Złotej Mili, Rio Verde, Puerto Banus, Nueva Andalucia, Cortijo Blanco, San Pedro de Alcantara i Guadalmina.

## Zabytki
Marbella ma starówkę, zwaną Casco Antiguo, ulokowaną wokół Castillo de Marbella z XI i XIII w., reprezentującą andaluzyjski styl architektoniczny. Jej punktem centralnym jest Plac Pomarańczy, powstały w epoce renesansu, dookoła którego znajdują się inne zabytkowe budynki – miejski ratusz zbudowany w XV wieku oraz Dom Burmistrza (XVII w.).
Na Avenida del Mar, będącym jednym z najpopularniejszych deptaków w mieście, znajduje się galeria rzeźb na otwartym powietrzu, której główną atrakcją są prace Salvadora Dali.
Na terenie oraz obrzeżach miasta odnaleźć można pozostałości kultur, które w przeszłości zamieszkiwały tereny Andaluzji – Fenicjan, Rzymian oraz Maurów, m.in. łaźnie Las Bóvedas czy most Puente Romano, stanowiący w I w. n.e. element Via Augusta, drogi z Rzymu do Kadyksu.

## Wyróżnienia
Marbella została wyróżniona tytułem „Best European Destinations 2022” w plebiscycie organizowanym przez belgijski portal turystyczny, w którym głosy oddali internauci ze 182 krajów. W głosowaniu zajęła drugie miejsce, tuż za stolicą Słowenii, Lublaną.

## Polacy w Marbelli
W mieście domy posiada wielu polskich artystów i dziennikarzy, m.in. Justyna Pochanke i Adam Pieczyński, Doda, Beata Kozidrak, Krzysztof Szewczyk, Sentino, Piotr Kukulski, Maciej Dowbor czy Joanna Koroniewska.
Dom w Marbelli posiada również były bramkarz reprezentacji Polski, Wojciech Szczęsny.

## Miasta partnerskie
- Doha, Katar
- Nevers, Francja
- Nabul, Tunezja
- Reading, Wielka Brytania
- Rzym, Włochy
- Londyn, Wielka Brytania
- Oksford, Wielka Brytania
- Lyon, Francja